# Paul Brunton
Paul Brunton, nascido Raphael Hurst, (21 de Outubro de 1898 — 27 de julho de 1981) foi um filósofo britânico, místico, viajante, e guru. Morreu em 1981, em Vevey, na Suíça.

## Biografia
Deixou uma carreira jornalística para viver entre os yogis, místicos, e homens santos da Índia, e estudou uma grande variedade de ensinamentos esotéricos Ocidentais e Orientais. Devotando a sua vida à busca espiritual, Brunton se responsabilizou pela tarefa de comunicar as suas experiências com os demais, sendo a primeira pessoa a escrever a respeito do Oriente com uma perspectiva ocidental. Seus trabalhos são na maioria influências do misticismo ocidental pelo oriental. Tentando expressar seus pensamentos utilizando termos das pessoas leigas, Brunton foi capaz de apresentar o que ele aprendeu do Oriente e das tradições antigas com uma linguagem atual. Os escritos de Paul Brunton enfatizam sua visão de que a meditação e a busca interior não são exclusivamente para monges e ermitões, mas também para pessoas com vida normal, vivendo ativamente no mundo Ocidental.
Paul Brunton nasceu em Londres em 1898 e após ter servido na primeira guerra mundial, começou a devotar-se ao misticismo, entrando em contato com Teosofistas. Em meados de 1930, Paul Brunton embarcou em uma viagem para a Índia, que o levou a ter contato com iluminados como Sri Shankaracharya de Kancheepuram e Sri Ramana Maharshi. De fato, Paul Brunton tem o crédito de introduzir os pensamentos de Ramana Maharshi à cultura ocidental através dos seus livros "A Search in Secret India"(A india secreta) e "The Secret Path" (O caminho secreto).
Após duas décadas de sucesso com seus livros, Paul Brunton retirou-se da vida editorial, devotando-se a escrever ensaios e pequenas notas. Até a sua morte em 1981 em Vevey, Suíça, ele publicou mais de 20.000 páginas de escritos filosóficos.
Um amigo de longa data de Paul Brunton, o filósofo Anthony Damiani, coordenou um esforço de publicar o conjunto de toda a sua obra com uma equipe de várias pessoas, incluindo Paul Cash e Timothy Smith. O editor sueco-estadunidense Robert Larson começou a publicar estes 16 volumes em 1984.
"Traga sempre a lembrança o fato que você é um peregrino, e que o mundo não é mais que um lugar, e que as situações em que você se encontra, ou cria para si, devem ser consideradas não somente do ponto de vista mundano, mas de uma busca para nós mesmos."
Paul Brunton

## Crítica
O autor estadunidense Jeffrey Moussaieff Masson, que era filho de um  grande patrono Judeu Estadunidense de Brunton (que era judeu, também), e sua esposa, escreveu um livro My Father's Guru (O Guru do meu pai) que detalha as desilusões que ele teve com Brunton.  Masson cresceu de 1940 até 1950 com ele em seu lar o considerado ser um celebre guru (P.B. como ele era conhecido pelos íntimos), que tinha entre seus discípulos mais chegados os pais de Masson e anunciou que o jovem Jeff era um potencial herdeiro do seu reino espiritual. Em 1956, P.B. convenceu os Massons que uma terceira guerra mundial era iminente e recomendou que eles mudassem para Montevidéu, um local "seguro". No Uruguai, os Masson mandaram dinheiro para P.B. estudar Sânscrito em Harvard, desta forma ele descobriu que o homem não era o que aparentava ser. Brunton se intitulava como Dr. Jackson  mas, de acordo com Masson ele não tinha conseguido tal graduação de uma universidade.

### Livros
- Are You Upward Bound with William G. Fern (1931)
- A Search in Secret India (1934)
- The Secret Path (1935)
- A Search in Secret Egypt (1936)
- A Message from Arunachala (1936)
- A Hermit in the Himalayas (1936)
- The Quest of the Overself (1937)
- Indian Philosophy and Modern Culture (1939)
- The Inner Reality (1939) [published in the U.S. as Discover Yourself, same year]
- Hidden Teaching Beyond Yoga (1941)
- Wisdom of the Overself (1943)
- Spiritual Crisis of Man (1952)

#### No Brasil
- A Imortalidade Consciente.
- A Índia secreta. São Paulo, Editora Pensamento.
- O Egito secreto. São Paulo, Editora Pensamento, 1967.
- Idéias em perspectiva. São Paulo, Editora Pensamento.
- A busca do Eu superior. São Paulo, Editora Pensamento.
- A crise espiritual do homem. São Paulo, Editora Pensamento.
- A realidade interna. São Paulo, Editora Pensamento.
- A sabedoria do Eu superior. São Paulo, Editora Pensamento.
- A sabedoria oculta além da Ioga. São Paulo, Editora Pensamento.
- O caminho secreto. São Paulo, Editora Pensamento.
- Meditações para pessoas em crise. São Paulo, Editora Pensamento.
- Meditações para pessoas que decidem. São Paulo, Editora Pensamento.
- Mensagem de Arunachala. São Paulo, Editora Pensamento.
- Um eremita no Himalaia. São Paulo, Editora Pensamento.
- O que é o karma?. São Paulo, Editora Pensamento.
- Vislumbres. Carmo da Cachoeira, Irdin Editora, 2007. (Extraído de "The notebooks of Paul Brunton") https://www.irdin.org.br/site/produtos/vislumbres/
- A Graça Divina. Carmo da Cachoeira, Irdin Editora, 2008. (Extraído de "The notebooks of Paul Brunton") https://www.irdin.org.br/site/produtos/a-graca-divina/
- A Realização da Alma. (da Intuição a uma Vida Inspirada). Carmo da Cachoeira - MG, Irdin Editora, 2020. (Extraído de "The notebooks of Paul Brunton") https://www.irdin.org.br/site/produtos/a-realizacao-da-alma/

### Miscelâneas
- Brunton, Paul. 1975. "A Living Sage of South India"  in The Sage of Kanchi New Delhi: Arnold-Heinemann, New Delhi. ed by T.M.P. Mahadevan, chapter 2
- Brunton, Paul. 1959, 1987. Introduction to  Fundamentals of Yoga by Rammurti S. Mishra, M.D. New York; Harmony Books
- Brunton, Paul. 1937. "Western Thought and Eastern Culture" The Cornhill Magazine
- Brunton, Paul. 1951. Introduction to Wood, Ernest Practical Yoga London: Rider
- Mais artigos na "Success Magazine", "Occult Review", "The Aryan Path", &c.

### Textos Póstumos
- Essays on the Quest (1984)
- Essential Readings
- Conscious Immortality
- The Notebooks of Paul Brunton (1984-88)

### Biografia
- Paul Brunton: A Personal View, by Kenneth Thurston Hurst (his son)

## Mais leituras
- Jeffrey Moussaieff Masson, My Father's Guru: A Journey Through Spirituality and Disillusion, Addison-Wesley (1993), capa dura, 174 pages, ISBN 0-201-56778-4